# الراعي الوحيد
الراعي الوحيد (بالإنجليزية: The Lonely Shepherd)‏ والمعروفة (بالألمانية: Einsamer Hirte أو Der einsame Hirte) و(بالأسبانية: El pastor solitario)، وهي موسيقى من تأليف جيمس لاست، صدرت لأول مرة في تسجيل مع الفنان الروماني جورج زامفير.

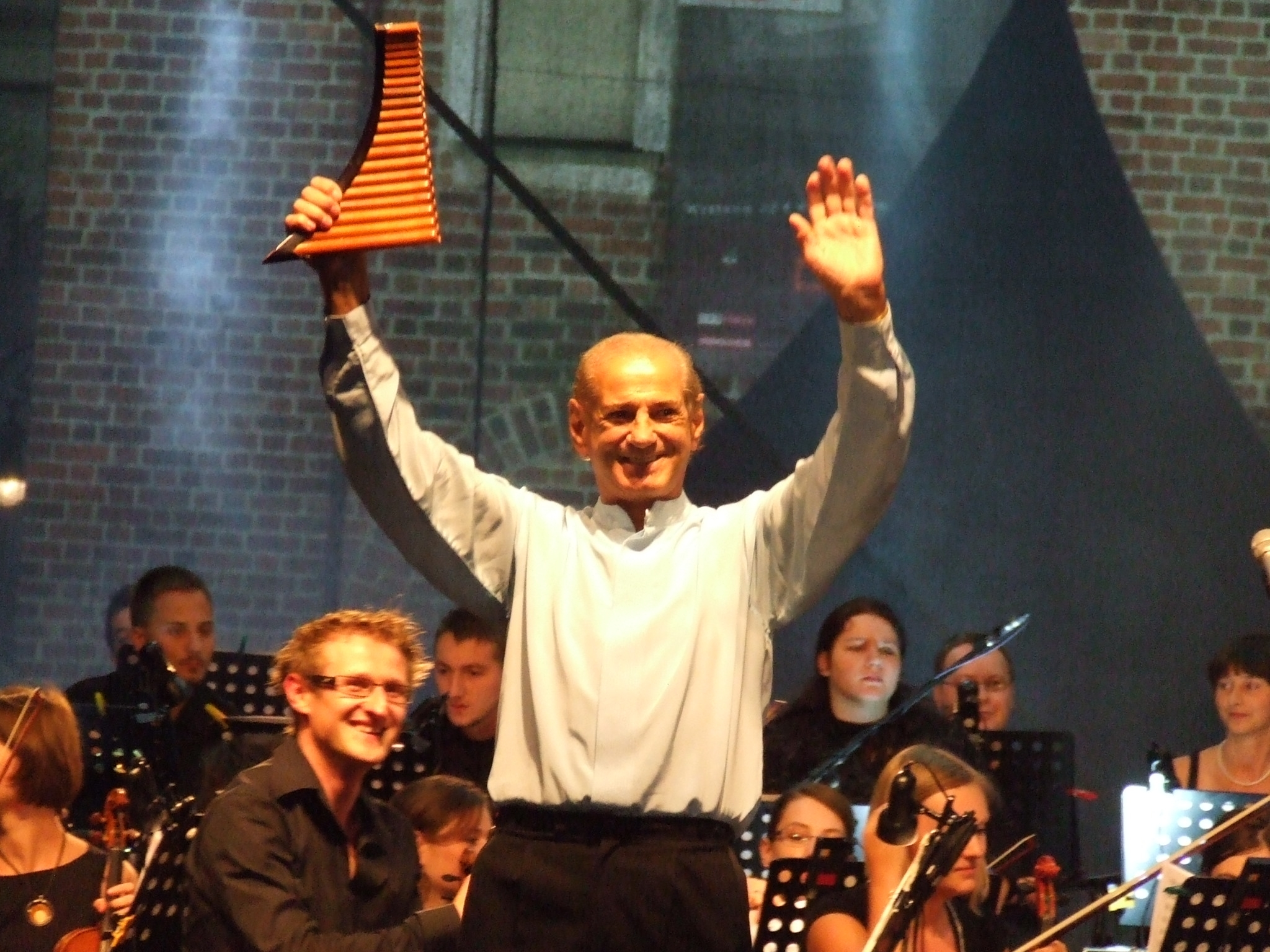
جورج زامفير بعد أداء الموسيقى.

## خلفية
موسيقى «الراعي الوحيد» تم استخدامها كموسيقى تصويرية في عدة أفلام. في عام 1979، تم استخدامها في مقدمة السلسلة التلفزيونية الستة جولدن سوك (بالإنجليزية: Golden soak)‏. ومرة أخرى في عام 1984 في فيلم قصير متحرك رشح لجائزة الأوسكار، وفي عام 2000 ظهرت في فيلم شجيع السيما، وفي عام 2003 استخدمها كوينتن تارانتينو كمقطع صوتي في مشهد سينمائي وفي النهاية الختامية لفيلمه اقتل بيل: المجلد 1.
تتمتع الموسيقى بشعبية غير منقطعة حتى اليوم ويسجلها العديد من الفنانين. لاقى إصدار الراب من لامار في عام 1999 ناجحًا تمامًا، وكذلك لاقى إصدارًا من قبل ليو روخاس نجاحًا قويًا، والذي مكنه من الفوز ببرنامج عروض المواهب على التفزيون في ديسمبر 2011.